# Belvedere (film)
Belvedere – bośniacki film fabularny z roku 2010 w reżyserii Ahmeda Imamovicia.

## Opis fabuły
Akcja filmu rozgrywa się w ośrodku dla uchodźców (tytułowy Belvedere), położonym w pobliżu Srebrenicy, gdzie rodziny oczekują na ekshumację krewnych - ofiar masakry z 1995. Codzienność uchodźców wypełnia nie tylko walka o przetrwanie. Wśród nich jest Ruveyda, która oczekuje na ekshumację męża i dzieci, a w tym czasie stara się organizować normalne życie w obozie. Bratanek Ruveydy, Adnan wyjeżdża do Belgradu i zgłasza się do serbskiej edycji programu Big Brother, aby zacząć nowe życie. Pogrążona w żałobie ciotka próbuje sprowadzić go z powrotem do ośrodka.
Film był zgłoszony do nagrody Amerykańskiej Akademii Filmowej w kategorii: najlepszy film nieanglojęzyczny, ale nie uzyskał nominacji.

## Obsada
- Sadžida Šetić jako Ruvejda
- Nermin Tulić jako Alija
- Minka Muftić jako Zejna
- Semir Krivić jako Dražen Obradović
- Armin Rizvanović jako Harun
- Adis Omerović jako Adnan
- Tatjana Sojić jako Sudija
- Jasna Diklić jako Fata
- Milenko Iliktarević jako Rasim
- Amor Masović jako Amor
- Damir Kustura jako policjant
- Faik Salihbegović jako adwokat
- Josip Pejaković jako Osman
- Benjamin Begić jako Mirza
- Almir Kurt jako Miroslav
- Mirela Lambić jako Jovana
- Vjekoslav Kramer jako Zlatan
- Bahri Uka jako Aco
- Lana Stanisić